# 伊東千恵子
伊東 千恵子（いとう ちえこ、1954年4月2日 - ）は、日本の元スピードスケート選手である。長野県出身。
長野県諏訪二葉高等学校-三協精機。
1972年のインターハイ1500mで優勝。
インスブルックオリンピックでは1500m22位、3000m21位だった。